# Cirio pascual

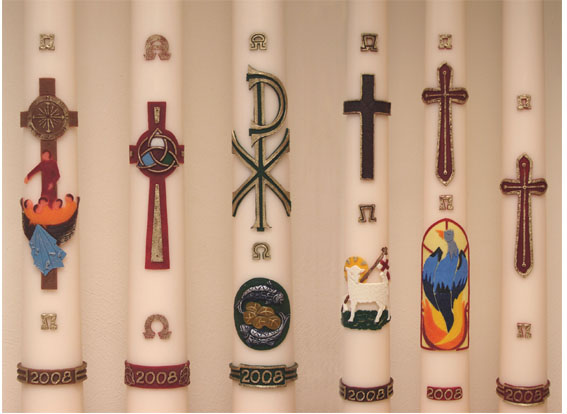
Cirios pascuales.

Se llama cirio pascual a la vela que se bendice y enciende en la vigilia pascual en la liturgia romana de la noche del Sábado Santo; y es signo de Cristo resucitado, y su luz. Es elaborado en cera de abejas o, al menos, ha de contener un porcentaje considerable de la misma, por su evocación a la divinidad. Tales  a su composición e importancia es resaltada ampliamente en el antiguo himno del Exultet.

## Características
El cirio es renovado precisamente en esta ceremonia, sustituyéndose el del año anterior. Su tamaño puede variar, aunque ha de ser mayor que el de resto de velas del templo. Suele tener pintada una cruz en honor a la crucificcion de Jesús en uno de sus lados.

## Historia
El cirio se encendía con el fuego nuevo y también servía para la bendición de las fuentes bautismales. Otros atribuyen el origen del cirio pascual a las columnas de cera que Constantino mandaba encender la noche de Pascua y algunos, a la costumbre que había de escribir en un cirio bendito todas las fiestas movibles que dependían de la Pascua. Más adelante, estas fiestas se escribían en una tira de papel o pergamino que se fija en el cirio como se practica todavía en algunas catedrales. La sagrada Congregación de Ritos decretó en 19 de mayo de 1607 que se encendiese el cirio pascual los tres días solemnes de Pascua, sábado in albis y todos los otros domingos hasta la Ascensión. La liturgia actual señala que el cirio pascual se enciende durante todas las ceremonias del tiempo de Pascua, es decir, desde la vigilia pascual hasta el domingo de Pentecostés, pasados cincuenta días (ocho semanas).

## Ritual de bendición y encendido

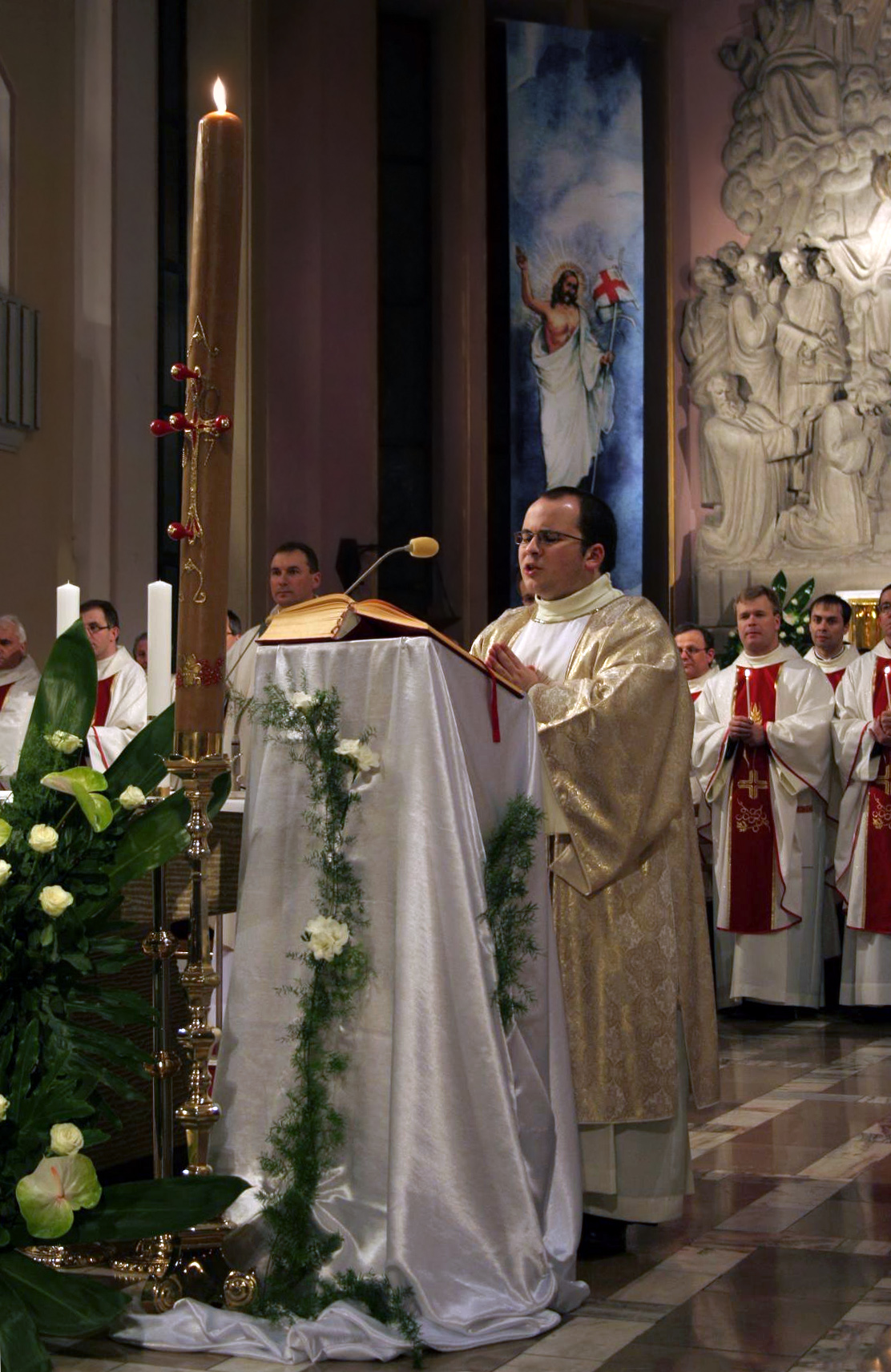
Diácono cantando el pregón pascual ante un cirio pascual.

El actual misal de mar tercera edición "típica" de 2002, señala de este modo la bendición del cirio y su encendido:
Con las luces de la Iglesia apagadas, en un lugar, fuera de la Iglesia se reúne el pueblo alrededor de una hoguera encendida. Llega el sacerdote con los ministros ayudantes: uno de ellos lleva el Cirio Pascual. El sacerdote comienza la misa como de costumbre y hace una pequeña explicación, como indica el misal. Luego bendice el fuego diciendo:
Oh Dios, que por medio de tu Hijo has dado a tus fieles el fuego de tu luz, santifica (y hace la señal de la cruz sobre el fuego) este fuego, y concédenos que la celebración de estas fiestas de Pascua enciendan en nosotros deseos tan santos que podamos llegar con corazón limpio a las fiestas de la eterna luz. Por Jesucristo, nuestro Señor. Amén.
Luego, según la tradición o costumbre se marcan unas señales en el Cirio: una cruz, las letras "Alfa" y "Omega" y las cifras del año en los ángulos de la cruz, mientras el sacerdote dice:
1. Cristo ayer y hoy ; se traza la raya vertical
2. Principio y fin; se traza la línea horizontal
3. Alfa; se traza la letra alfa sobre la línea vertical
4. Y Omega; se traza la letra omega abajo de la línea vertical
5. Suyo es el tiempo; se traza el primer número del año en curso, el el ángulo superior izquierdo de la cruz
6. Y la eternidad; se traza el segundo número del año en el ángulo superior derecho
7. A él la gloria y el poder; se traza el tercer número del año en el ángulo inferior izquierdo
8. Por los siglos de los siglos. Amén; se traza el cuarto número del año en el ángulo inferior derecho

(Aunque en muchos trazados artísticos, esta forma a veces cambia).
A continuación se incrustan cinco granos de incienso en forma de cruz (primero el palo vertical, luego el horizontal), mientras se dice:
1. Por sus llagas
2. santas y gloriosas
3. nos proteja
4. y nos guarde
5. Jesucristo nuestro señor. Amén

Entonces se enciende el cirio con el fuego nuevo diciendo:
Que la Luz de Cristo, que resucita glorioso, disipe las tinieblas del corazón y del espíritu.
Y se organiza una procesión de fieles y clero del lugar de la bendición al templo, que sigue a oscuras, encabezada por el cirio llevado en alto. Tres veces se detendrá esta procesión para elevar el cirio y cantar: "Luz de Cristo. Demos gracias a Dios". Todos los reunidos encenderán una pequeña velita de la luz del nuevo cirio después de la segunda aclamación. Llegados al centro del altar y cantada de nuevo la aclamación, se encenderán entonces todas las luces del templo. Se inciensa el cirio y se canta el llamado Pregón Pascual, un bello canto que anuncia la Resurrección de Cristo.

## Usos durante el año litúrgico
El cirio se mantiene encendido durante todas las celebraciones realizadas durante el tiempo de Pascua, tanto la eucaristía, la palabra, como cualquier otro. El cirio es utilizado también durante los bautismos y confirmaciones realizados a lo largo del año. De él se tomará la luz que se enciende para cada uno de los nuevos bautizados. También se mantiene encendido durante los funerales como signo de esperanza en la resurrección.
Una vez concluido el tiempo pascual, el cirio se conserva dignamente en el baptisterio, junto a la pila bautismal, a no ser que esté en el presbiterio —cosa a evitar—, en cuyo caso, se guarda convenientemente.